# Piet Commandeur (burgemeester)

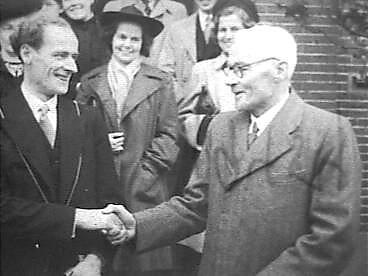
Piet Commandeur (links), de nieuwe burgemeester van Wognum, met zijn voorganger en vader Jan Commandeur (1946)

Petrus Joseph (Piet) Commandeur (Wognum, 11 maart 1911 – Hoorn, 1 september 1993) was een Nederlands politicus van de KVP.
Hij werd geboren als zoon van Jan Commandeur (1880-1964) toen diens vader, Klaas Commandeur (1844-1926), burgemeester van Wognum was. In 1921 volgde Jan diens vader op en in oktober 1946 werd Piet Commandeur, destijds ambtenaar ter secretarie in Wognum, de opvolger van zijn vader. Hij bleef die functie uitoefenen tot zijn pensionering in april 1976. Daarmee kwam een einde aan een periode van 142 jaar dat iemand uit het geslacht Commandeur burgemeester van Wognum was. Hij overleed in 1993 op 82-jarige leeftijd.